# ريدينج (ماساتشوستس)
هي مدينة تقع في مقاطعة ميدلسكس، ماساتشوستس، في الولايات المتحدة، على بعد 16 ميلاً (26 كم) شمال وسط بوسطن. كان عددالسكان 24747 في تعداد عام 2010.

## التاريخ
التسوية والاستقلال الأمريكي
وصل العديد من المستوطنين الأصليين لمستعمرة خليج ماساتشوستس من إنجلترا في ثلاثينيات القرن السادس عشر عبر مينائي لين وسالم. قدم بعض مواطني لين التماسا إلى حكومة المستعمرة من أجل «مكان لمزرعة داخلية» عام 1639، منحوا في البداية ستة أميال مربعة، تليها أربعة إضافية.  كانت التسوية الأولى في هذه المنحة تسمى في البداية «قرية لين» وتقع على الشاطئ الجنوبي لـ «البركة العظيمة»، والمعروفة الآن باسم بحيرة كوانابويت. دمجت المستوطنة كمدينة ريدينج، وأخذت اسمها من بلدة ريدينج في إنجلترا في 10 حزيران عام 1644.
صممت الكنيسة الأولى بعد فترة وجيزة من المستوطنة، وانفصلت الرعية الأولى وأصبحت بلدة «ريدينج الجنوبية» عام 1812، وأعادت تسمية نفسها باسم ويكفيلد عام 1868. كان توماس باركر أحد مؤسسي ريدينج، كما كان مؤسس الكنيسة المجتمعية الثانية عشرة (الآنكنيسة الرعية الأولى)، وشغل منصب الشماس هناك.  كان مختارًا لريدينج وعين مفوضًا قضائيًا. هناك أدلة على أن باركر كان «واضحًا في تسمية البلدة» وأنه كان على صلة بأسرة باركر في ليتل نورتون، إنجلترا، التي امتلكت أرضًا باسم ريدينج.
أضافت منحة خاصة عام 1651 أرضًا شمال نهر إيبسويتش إلى مدينة ريدينج. أصبحت هذه المنطقة مدينة نورث ريدينج المنفصلة عام 1853. كانت المنطقة التي تضم حاليًا مدينة ريدينج تُعرف في الأصل باسم «وود إند» أو «الرعية الثالثة».
كانت مدينة ريدينج محكومة في البداية باجتماع مفتوح للمدينة ومجلس من المختارين، وهو الوضع الذي استمر حتى أربعينيات القرن الماضي. صوت اجتماع المدينة لتمويل التعليم العام في ريدينج، بمنح أربعة جنيهات لمدة ثلاثة أشهر في المدرسة، وجنيهين للطرف الغربي من المدينة، وجنيه واحد لأولئك في شمال نهر إيبسويتش عام 1693. بني بيت الاجتماع، في المنطقة التي أصبحت الآن شائعة في ريدينج عام 1769، علامة حجرية تحيي ذكرى الموقع.
لعبت ريدينج دورًا نشطًا في الحرب الثورية الأمريكية. وقد شاركت بشكل بارز في الاشتباكات التي تلاحق الجيش البريطاني المنسحب بعد معارك ليكسينغتون وكونكورد. كان جون بروكس، الذي أصبح فيما بعد حاكم ماساتشوستس، قائد «الشركة الرابعة للدقيقة» وعمل بعد ذلك في معركة وايت بلينز وفي فالي فورج. قُتل جندي واحد فقط من ريدينج أثناء الثورة.  توفي جوشوا إيتون في معركة ساراتوجا عام 1777.
بدأ ستون عضوًا في المكتبة الفيدرالية عام 1791. كانت هذه مكتبة اشتراك حيث يدفع كل عضو 1000 دولار للانضمام، ورسوم سنوية قدرها 250 دولار. أنشئت مكتبة المدينة العامة عام 1868.
القرن التاسع عشر
بني طريق أندوفر ميدفورد تورنبايك من قبل شركة خاصة في شهر 7 عام 1806. زود هذا الطريق مواطني ريدينج بوسيلة أفضل للسفر إلى منطقة بوسطن، وهو معروف الآن باسم طريق ماساتشوستس 28. جاء خط سكة حديد بوسطن وماين إلى ريدينج وحسّن الوصول إلى بوسطن والأسواق الجنوبية عام 1854. أصبحت ريدينج مدينة صناعية، خلال النصف الأول من القرن التاسع عشر. كان مصنع أثاث سيلفسترهارندن ومصنع ساعات دانيال برات ومصنع أنابيب الأعضاء صموئيل بيرس من الأعمال الرئيسية. كان في ريدينج ثلاثة عشر مؤسسة صنعت الكراسي والخزانات، بحلول منتصف القرن التاسع عشر. بدأ صنع الأحذية كصناعة منزلية وتوسعت لتشمل المصانع الكبيرة. تم تصنيع أربطة العنق هنا لمدة تسعين عامًا. تراجعت الأسواق الجنوبية لمنتجات ريدينج وأغلقت العديد من مصانعها، خلال الحرب الأهلية وبعدها. كانت ريدينج مركزًا مهمًا لتصنيع النعش لسنوات عديدة.
خاض أعضاء من حرس ريتشاردسون لايت في ريدينج الجنوبية معركة بول ران الأولى خلال الحرب الأهلية. تشكلت شركة ثانية كجزء من جيش بوتوماك، وانضمت شركة ثالثة إلى حملة جنرال بانك في لويزيانا. حارب ما مجموعه 411 رجلاً من ريدينج في الحرب الأهلية، توفي منهم 15 في القتال و33 ماتوا بسبب الجروح والمرض. يوجد نصب تذكاري في مقبرة لوريل هيل تخليدًا لأولئك الذين ماتوا في الحرب الأهلية.
القرن العشرين
أصبحت ريدينج مجتمعًا سكنيًا صغيرًا مع خدمة ركاب إلى بوسطن على سكة حديد بوسطن وماين وسكة حديد شارع ماساتشوستس الشرقية، في القرن العشرين. استلمت هيئة النقل في خليج ماساتشوستس كلا الخدمتين في وقت لاحق، ولسنوات عديدة، كان هناك نقاش حول تمديد خط MBTA البرتقالي إلى ريدينج. تضمن التوسع الصناعي خلال ذلك الوقت شركة جودال-سانفورد قبالة شارع آش، وتم بيعها لاحقًا للشركة العامة للإطارات والمطاط، والمعروفة فيما بعد باسم جينكورب. هناك شركات أخرى تم إنشاؤها بعد الحرب العالمية الأولى شملت بوسطن ستوڤ فاوندري وروجر ريد واكسز وايس آرت وأديسون ويسلي للنشر والعديد من الشركات الأخرى. كانت ويسباركر للمحار المقلي علامة بارزة قبالة طريق 128، لسنوات عديدة.
كما جاءت المنشآت العسكرية إلى البلدة، مع موقعين لصواريخ نايكي، أحدهما على بير هيل والآخر قبالة شارع هافرهيل، وافتتاح معسكر كورتيس جيلد، وهو مرفق تدريب للحرس الوطني. يتكون مجتمع الأعمال حاليًا من عدد من شركات البيع بالتجزئة والخدمات في منطقة وسط المدينة، وسلسلة من الأعمال التجارية في وحول البلدة السابقة على طريق ووكر بروك (شارع جون سابقًا) بالإضافة إلى مؤسسة العلوم التحليلية (TASC).
تبنت ريدينج نموذج اجتماع المدينة التمثيلي للحكومة المحلية بدلاً من اجتماع المدينة المفتوحة، عام 1944. وقد أبقى ذلك على اجتماع المدينة التمثيلي ومجلس الإدارة المختار، ولكنه ركز على صنع السياسة واتخاذ القرار في عدد أقل من المجالس واللجان المنتخبة في حين ينص على توظيف مدير المدينة ليكون مسؤولًا عن العمليات اليومية للحكومة المحلية.
عاش لاعب كرة السلة بيل راسل في ريدينج في الستينيات في شارع 1361 الرئيسي، لكنه انتقل لاحقًا إلى شارع هافرهيل 701. اقتحم المخربون منزل لاعب كرة السلة وأتلفوا ممتلكاته، تاركين الألقاب العرقية في أعقابهم. غادر راسل ريدينج بعد تقاعده كمدرب لبوسطن سلتكس عام 1969.
واجهت بلدة ريدينج في السنوات الأخيرة، صعوبات في اتخاذ قرارات بناء مدرسة ابتدائية جديدة، للتعامل مع تدفق العائلات الجديدة إلى المجتمع، وتجديد مدرسة ريدينج التذكارية الثانوية التي افتتحت عام 1954 مع إضافة في عام 1971. تمت الموافقة على كلا المشروعين، تم الانتهاء من التجديد في أغسطس 2007 بقيمة 57 مليون دولار في المدرسة الثانوية.

## الجغرافيا
تقع ريدينج عند 42 °31′33 ″71 N °6′35 ″ W (42.52585، − 71.109939). وفقًا لمكتب تعداد الولايات المتحدة، تبلغ مساحة المدينة الإجمالية 9.9 ميل مربع (25.7 كيلومتر مربع). لا توجد كمية كبيرة من الأراضي مغطاة بشكل دائم بالمياه، على الرغم من وجود عدد كبير من المسابح الربيعية في مناطق مختلفة من الأراضي المحفوظة.
تحد ريدينج مدن ووبورن وستونهام وويكفيلد ولينفيلد ونورث ريدينج وويلمنجتون.

## التركيبة السكانية
اعتبارًا من التعداد لعام 2010، كان هناك 24، 747 شخصًا، و9، 617 أسرة، و  6، 437 عائلة مقيمة في البلدة. كانت الكثافة السكانية 2486.1 نسمة لكل ميل مربع (921.8/ كم²). كان هناك 9617 وحدة سكنية بمتوسط كثافة 888.8 لكل ميل مربع (343.1/ كم²). كان التركيب العرقي للبلدة 92.4 ٪ أبيض، 0.8 ٪ أسود أو أمريكي من أصل أفريقي، 0.1 ٪ أمريكي أصلي، 4.2 ٪ آسيوي، 0.03 ٪ جزرالمحيط الهادئ، 0.21 ٪ من الأجناس الأخرى، و0.65 ٪ من اثنين أو أكثر من الأجناس. كان من أصل إسباني أو لاتيني من أي عرق1.5 ٪ من السكان.
كان هناك 8.688 أسرة منها 36.7٪ لديها أطفال تحت سن 18 يعيشون معهم، 63.5 ٪ كانوا متزوجين يعيشون معًا، 8.3 ٪ كان لديهم ربة منزل مع عدم وجود زوج، و25.9 ٪ كانوا من خارج الأسرة. 22.4 ٪ من جميع الأسر تتكون من أفراد و9.9 ٪ لديهم شخص يعيش بمفرده وكان عمره 65 عامًا أو أكثر.  كان متوسط حجم الأسرة 2.71 ومتوسط حجم الأسرة 3.22.
انتشر السكان في البلدة بنسبة 26.3٪ تحت سن 18، و5.1 ٪ من 18 إلى 24، و29.8٪ من 25 إلى 44، و24.6 ٪ من 45 إلى 64، و14.2 ٪ ممن بلغوا 65 عامًا أو أكثر. كان متوسط العمر 39 سنة. لكل 100 أنثى هناك 93.3 ذكر. لكل 100 أنثى من عمر 18 وما فوق، كان هناك 88.3 من الذكور.
وفقًا لمكتب الإحصاء، كان متوسط الدخل لأسرة في المدينة 107، 654 دولارًا وكان متوسط الدخل للعائلة 124.485 دولارًا اعتبارًا من عام 2015 . كان نصيب الفرد من الدخل للمدينة 47.981 دولارًا.  من بين العائلات في ريدينج، كانت 1.0 ٪ تحت خط الفقر، مقابل 1.9 ٪ من عموم السكان. 2.7 ٪ ممن تقل أعمارهم عن 18 عامًا و3.2 ٪ ممن هم 65 عامًا أو أكثر، كانوا تحت خط الفقر.

## الحكومة
تتألف الحكومة البلدية لمدينة ريدينج من اجتماع تمثيلي للبلدة، يُنتخَب أعضاؤه من ثمانِ دوائرَ انتخابية.
تنتخب المدينة مجلسًا مؤلفًا من خمسة أعضاء عن طريق الانتخابات العامة، ويعملون لمدة ثلاث سنوات متداخلة. المجلس المختار مسؤول عن الدعوة لانتخابات اجتماع المدينة، وعن الدعوة لاجتماعات المدينة. يشرعون في السياسة التشريعية من خلال اقتراح تغييرات تشريعية لاجتماع المدينة، ومن ثم تنفيذ الأصوات المعتمدة لاحقًا. كما يستعرضون المبادئ التوجيهية المالية لميزانية التشغيل السنوية وبرنامج تحسينات رأس المال ويقدمون توصيات بشأن ذلك إلى اجتماع المدينة. يعمل المجلس بالإضافة إلى ذلك، كمفوض للطرق المحلية ومجلس الترخيص، ويعين أعضاء في معظم المجالس واللجان واللجان الأخرى في المدينة.
تقع مسؤولية الإدارة اليومية لحكومة المدينة على عاتق مدير المدينة الذي يعينه مجلس المختارين.

## وسائل النقل
تقع ريدينج بالقرب من تقاطع الطريق السريع 93 والطريق السريع 95 / طريق ماساتشوستس 128 إلى شمال بوسطن. يوفر آي-93 مسارًا مباشرًا جنوبًا إلى وسط بوسطن وما وراءها عبر بيج ديج، في حين أن حلقات آي-95/ 128 حول بوسطن إلى الغرب، تعبر الطريق السريع90 / ماساتشوستس تورنبايك، ثم تستمر جنوبًا قبل الاجتماع مع آي -93 مرة أخرى  في كانتون.
زودت مدينة ريدينج  بمحطة ريدينج على خط سكة حديد ركاب هافيرهيل / ريدينج التابع لهيئة النقل بخليج ماساتشوستس، والذي يربط المدينة بمحطة نورث بوسطن. كانت الخطط موجودة خلال السبعينيات، عندما اشترت MBTA هذا الخط من المسار لتوسيع خدمة النقل السريع في الخط البرتقالي حتى ريدينج. على الرغم من أن المحطات الجديدة تم بناؤها بنجاح في مركز مالدن ومحطة أوك غروف، فقداشتكى السكان بعد أوك غروف من العمل بهذه الخطط وتم تعليقها.
زودت ريدينج أيضًا من خلال خطوط خدمة حافلات MBTA 136 و137، والتي تعمل بين محطة ريدينج ومحطة مالدن.

## التعليم
يشمل نظام المدارس العامة في ريدينج، الذي تديره مدارس ريدينج العامة، ما يلي:
•مدرسة ريدينج ميموريال الثانوية
•مدرسة كوليدج المتوسطة
•مدرسة والتر س. باركر المتوسطة
•مدرسة أ. م. باروز الابتدائية
•مدرسة بيرتش ميدو الابتدائية
•مدرسة جوشوا إيتون الابتدائية
•مدرسة جي دبليو كيلام الابتدائية
•مدرسة وود إند الابتدائية
كانت ريدينج مشاركًا مبكرًا ونشطًا في برنامج METCO في بوسطن، والذي يجلب الطلاب الأمريكيين من أصل أفريقي وطلاب المدن الداخلية من بوسطن لحضور الصفوف من الروضة إلى الصف الثاني عشر.
مدرسة أوستن الإعدادية، مدرسة مستقلة مختلطة في التقليد التقليد الكاثوليكي أوغسطين، تأسست عام 1962. تقع على مساحة 55 فدانًا من الأراضي ولديها 700 طالب، وتوفر التعليم للطلاب في الصفوف من 6 إلى 12.

## مجالات الاهتمام
أقدم مبنى متبقٍ من القرن السابع عشر في المدينة هو باركر تافيرن، تم بناؤه عام 1694. توجد هذه الملكية، في شارع واشنطن، مملوكة ومدارة حاليًا بواسطة جمعية ريدينج أنتيكواريان غير الهادفة للربح.
صمم سقف أبرشية القديس أثناسيوس، في شارع هافرهيل، من قبل لويس أ. سكيبيلي ودانييل ف. تولي، وهي واحدة من أكبر القطع المكافئة الزائدية في نصف الكرة الغربي. كان السقف نقطة ذات أهمية كبيرة وصب السقف الخرساني في يوم واحد كما كان يجب.
حلبة تزلج بربانك أرينا في شارع هافرهيل بالإضافة إلى الشقق الخاصة في شارع بير هيل، حيث يقيم كلاهما فوق مواقع صوامع الصواريخ الوطنية للحرس الوطني نايك أجاكس.
بيت ستيفن هول، مبنى على السجل الوطني للأماكن التاريخية.
الكابتن ناثانيل باركر ريد هاوس، مبنى على السجل الوطني للأماكن التاريخية، والمعروف بواجهته الخارجية الحمراء. كانت المدينة الأصلية لتافيرن، وملتقى للثوار الأمريكيين البارزين.

## وسائل الإعلام المحلية
تنشر صحيفة ديلي تايمز كرونيكل نسخة ريدينج من الصحيفة في أيام الأسبوع.
تنشر الصفات المؤيدة لريدينج أسبوعيًا ويتم تسليمها عبر البريد.
محطة ريدينج للتواصل المجتمعي في ريدينج هي قناة RCTV، التي توفر تدريبات ووقتاً للمقيمين لإنتاج برامجهم الخاصة.

## أشخاص مهمون
•جيس برالييه، ناشر حائز على جوائز، أفضل مؤلف مبيعات، وناشر ويب.
•جيمس سيريتاني، لاعب التنس المحترف والمرتب رقم 50 في العالم في اللعب الزوجي.
•توفي كلارنس ديمار، الفائز بسباق ماراثون بوسطن سبع مرات، في ريدينج، 11 يونيو 1958.
•جون دوهرتي، لاعب دوري البيسبول الرئيسي.
•جوشوا إيتون، مزارع مات في الحرب الثورية في معركة ساراتوجا؛  عاش حياته المدنية بأكملها في ريدينج.
•مارك إيريلي، موسيقي شعبي.
ويليام إم. فاولر، مؤرخ بحري أمريكي، وأستاذ في جامعة نورث إيسترن والمدير السابق لجمعية ماساتشوستس التاريخية.
•فريد فوي، مذيع إذاعي وتلفزيوني ل لون رينجر، جرين هورنت، اس جي تي. وعروض بريستون من يوكون، وديك كافيت.
•جون هارت، أصله من إبسويتش (ولد في 13 أكتوبر 1751)؛  خدم كجراح فوج خلال الثورة الأمريكية.
•داني ماكبرايد، عازف الجيتار الرئيسي لـ شانانا، عضو في فئة RMHS لعام 63.
•ليني ميرولو، لاعب البيسبول المحترف الذي لعب في شيكاغو الأشبال ابتداءً من عام 1941 وانتقل بعد ذلك ليصبح كشافة بيسبول محترف.
•موسيس نيكولز، ضابط خلال الحرب الثورية الأمريكية.
•توماس باركر، مؤسس ريدينج.
•إيدي بيبودي، لاعب بانجو.
•كريس بيزوتي، مؤسس جامعة هارفارد السابقة ولاعب وسط نيويورك جيتس.
•مات سيجل، عاش قرص فارس السباق WXKX-FM ذات مرة على الجانب الغربي.
•توم سيلفا، المقاول العام لهذا البيت القديم على برنامج تلفزيوني.
•القاتل، تشارلز ستيوارت.
•جوناثان تمبل (1796 – 1866)، لوس أنجلوس، كاليفورنيا، مالك أرض، مربي ماشية وسياسي، ولد في ريدينج.
•وليام ويستون، سياسي من ولاية فيرمونت عمل كعضو في مجلس الشيوخ في ولاية فيرمونت، ولد في ريدينج.
•براد ويتفورد، عازف الجيتار في إيروسميث، عضو في فئة RMHS لعام 1970.
•ستيفن جوس، المعروف باسم كوزان ستيز، مغني الراب وكاتب الأغاني، عضو في فئة RMHS لعام 2010.